# Калазетта
Калазетта (італ. Calasetta, сард. Cala Seda) — муніципалітет в Італії, у регіоні Сардинія,  провінція Карбонія-Іглезіас.
Калазетта розташована на відстані близько 470 км на південний захід від Рима, 70 км на захід від Кальярі, 14 км на захід від Карбонії, 27 км на південний захід від Іглезіас.
Населення — 2920 осіб (2014).

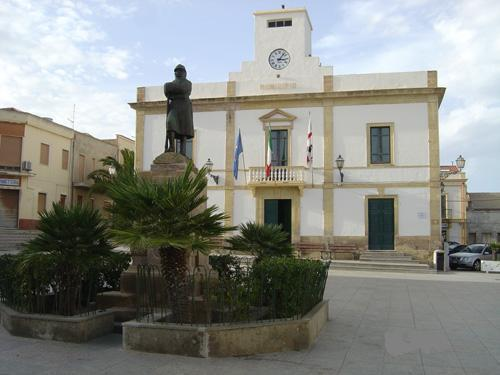

Щорічний фестиваль відбувається 22 вересня. Покровитель — San Maurizio.

## Демографія
Населення за роками:

Станом на 1 січня 2023 року в муніципалітеті офіційно проживав 51 іноземець з 14 країн, серед них 37 громадян країн Євросоюзу.

## Сусідні муніципалітети
- Сант'Антьоко